# Doris chrysoderma
Doris chrysoderma is een slakkensoort uit de familie van de Dorididae. De wetenschappelijke naam van de soort werd voor het eerst geldig gepubliceerd in 1864 door George French Angas.